# 양흥주
양흥주는 대한민국의 배우이다.

## 출연작

### 영화
- 《오늘 출가합니다》 (2023년) - 원성민 역
- 《같은 속옷을 입는 두 여자》 (2022년) - 종열 역
- 《미혹》 (2022년) - 병목 역
- 《최선의 삶》 (2022년) - 강이 아빠 역
- 《경아의 딸》 (2022년) - 근만 역
- 《짝사랑》 (2021년)
- 《정말 먼 곳》 (2021년) - 식당주인 역
- 《거짓말》 (2020년) - 선생님 역
- 《겨울밤에》 (2020년) - 흥주 역
- 《남매의 여름밤》 (2020년) - 아빠 역
- 《춘천, 춘천》 (2018년) - 흥주 역
- 《다른 길이 있다》 (2017년) - 빙어축제상인 역
- 《철원기행》 (2016년) - 중국집사장 역
- 《새출발》 (2014년)
- 《패션왕》 (2014년) - 야적장사장 역

### 연극
- 《6월 26일》 - 장순년 역
- 《나무물고기》 - 바라 역